# 굴전항 (여수시)
굴전항은 전라남도 여수시 돌산읍 평사리에 있는 어항이다. 2007년 8월 8일 어촌정주어항으로 지정하여 관리하고 있다. 시설관리자는 여수시장이다.

## 어항 구역
- 수역: 북위 34°41′50″, 동경 127°46′31″의 지점에서 N15°W방향으로 120m점과 이 점에서 S75°W방향으로 55m점과 이 점에서 S15°E방향으로 100m점과 이 점에서 N85°W방향으로 210m점과 이 점에서 S15°W방향으로 80m점과 이 점에서 S75°E방향으로 200m점과 이 점에서 S35°E방향으로 220m점과 이 점에서 S45°W방향으로 100m점과 이 점에서 S70°W방향으로 420m점과 이 점에서 N15°W방향으로 70m점과 이 점에서 S75°W방향으로 70m점과 이 점에서 S15°E방향으로 육지부를 연결하는 선을 따라 형성된 공유수면[1]

## 어항 시설
- 방파제34m, 선착장57m

## 기본 계획
- 방파제 84m, 선착장 77m, 물양장 53m, 호안 20m[1]

## 정비 계획
- 방파제 50m, 선착장 20m, 물양장 53m, 호안 20m[2]

## 주요 어종
- 굴